# Prêtres interdits
Prêtres interdits è un film del 1973 diretto da Denys de La Patellière.
La pellicola ha per protagonisti Robert Hossein e Claude Jade.

## Trama
1936: la giovane Françoise, figlia di buona famiglia, diventa amica di padre Jean Rastaud, e presto il loro sentimento si trasforma in amore.
Il vescovo ordina a Rastaud di non rivedere la giovane donna, che è incinta, a pena di essere bandito. Il sacerdote scappa codardamente e apre un'azienda vinicola. La ragazza decide di obbedire alla sua famiglia, molto borghese e cattolica, fino alla maggiore età.